# Жербин, Михаил Михайлович
Михаил Михайлович Жербин (укр. Михайло Михайлович Жербін, 24.12.1911, Санкт-Петербург — 08.06.2004, Киев) — советский учёный и композитор, доктор технических наук, лауреат Сталинской премии (1948), член Союза композиторов СССР (1945).

## Биография
Родился 11 (24) декабря 1911 года в Санкт-Петербурге в дворянской семье. Сын военного инженера-строителя полковника в отставке Жербина Михаила Фёдоровича. Мать Мать Александра Сальвадоровна — дочь адмирала Сальвадора Фёдоровича Бауэра. Дед — генерал-лейтенант Фёдор Иванович Жербин. Брат Саввы Михайловича Жербина.
Окончил Петришуле (1927) и Ленинградский музыкальный техникум по классу фортепиано (1929).
В 1930 году начал работать в институте «Гипрошахт» и одновременно с начала 1933 года учился на заочном отделении в Ленинградском инженерно-строительном институте по специальности инженер-строитель-конструктор (был зачислен сразу на 3 курс). В 1933 году назначен руководителем группы металлических конструкций, а потом руководителем строительного отдела «Гипрошахт». В 1936—1944 годах инженер-конструктор в Ленинграде и с 1941 г. в Кизеле (Молотовская область) и пос. Александровск.
В 1940 году без отрыва от производства окончил Музыкальное училище при Ленинградской консерватории по классу композиции и дирижирования. В 1940—1941 учился на композиторском факультете Ленинградской консерватории.
Во время Великой Отечественной войны принимал участие в проектировании и строительстве завода тяжелых авиационных бомб. За эту работу награждён орденом Трудового Красного Знамени.
В начале 1944 года, после освобождения Донбасса, командирован в Донецк, где ему было поручено организовать и возглавить Центральное бюро копров и шахтного оборудования (ЦБКО, в 1947 году переведено в Киев).
С 1948 по 1963 год директор институтов Западшахтпроект, Укргипрошахт и УкрНИИпроект. В 1955 г. защитил кандидатскую диссертацию «Исследование систем металлических надшахтных эксплуатационных
копров».
С 1963 г. на научной и педагогической работе в Киевском инженерно-строительном институте: доцент, профессор (1964), с 1967 по 1988 год — заведующий кафедрой металлических и деревянных конструкций. Доктор технических наук (1970, тема докторской диссертации: «Научные основы создания и коренного совершенствования транспортно-отвального оборудования карьеров и металлоемкого оборудования угольных шахт».
В 1988—1998 гг. профессор кафедры и научный руководитель Проблемной научно-исследовательской лаборатории особо легких стальных конструкций.
Автор музыкальных произведений, в 1945 году был принят в Союз композиторов СССР.
Умер 8 июня 2004 года.
Сталинская премия 1948 года — за разработку и внедрение передовых методов откачки затопленных шахт Донбасса и восстановление горного оборудования, значительно ускоривших темпы восстановления Донбасса.
Награждён 14 правительственными наградами. Заслуженный деятель науки Украинской ССР (1978).

## Сочинения

### Научные работы по металлургии
- Высокопрочные строительные стали [Текст] : (Характеристики, область применения, расчет и проектирование). — Киев : Будівельник, 1974. — 160 с. : ил.; 21 см.
- Металлические конструкции : Текст лекций для студентов спец. 1201 «Архитектура» / М. М. Жербин. — Киев : КИСИ, 1981. — 64 с. : ил.; 20 см.
- Применение металлических конструкций в гражданских, общественных и производственных зданиях : Текст лекций / М. М. Жербин. — Киев : КИСИ, 1982. — 68 с. : ил.; 20 см.
- Металлические конструкции : [Учеб. пособие для вузов по спец. «Гор. стр-во» и «Архитектура»] / М. М. Жербин, В. А. Владимирский. — Киев : Вища шк., 1986. — 215 с. : ил.; 22 см.
- Транспортно-отвальные мосты и отвалообразователи [Текст] / М. М. Жербин, С. И. Балинский, С. Д. Духовный. — Киев : Техніка, 1968. — 122 с. : черт.; 22 см.
- Металлические конструкции в архитектуре [Текст] : Текст лекций / М. М. Жербин, заслуж. деятель науки УССР, д-р техн. наук, проф. — Киев : КИСИ, 1979. — 71 с. : ил.; 20 см.

### Композиторское наследие
- Прелюдия : Для ф.-п. — Киев : Мистецтво, 1964. — 6 с.
- Концерт для голоса с оркестром. — Киев : Муз. Украина, 1976. — 40, 7 с.
- Концерт для голосу з оркестром. — Киев : Мистецтво, 1963. — 40, 7 с.
- Поэма : Для струн. оркестра. — Киев : Муз. Украина, 1975. — 23 с
- Романс : Для виолончели с ф.-п. — Киев : Музична Украіна, 1967. — 7, 2 с.
- Вокаліз : Для віолончелi i ф.-п. — Киев : Мистецтво, 1955. — 6, 1 с.
- Концерт № 2 : Для голоса с оркестром: gis-as.2. — Киев : Муз. Украина, 1981. — 24 с., 1 парт. (6 с.).
- Нашему современнику : Ода для 12-ти виолончелей и ф.-п. — Киев, 1965. — 11 с.
- Прелюд ре-минор : Для скрипки i ф.-п. — Киев : Мистецтво, 1951. — 4, 1 с.
- Лірична поема : Для струнного квартету. — Киев : Сов. композитор, 1960. — 20 с.
- Три пьесы для виолончели и фортепиано. — Киев : Мистецтво, 1960. — 15, 5 с.
- Юним музикантам : Альбом: 15 п’ес для ф.-п. — Киев : Держ. вид. образотворчого мистецтва i муз. літ., 1956. — 30 с.
- Юным музыкантам : Альбом пьес для ф.-п. — Киев : Музична Украіна, 1968. — 47 с.
- Шесть романсов на стихи М. Ю. Лермонтова : Для сред. голоса и ф.-п. — Киев, 1965. — 26 с.
- Шесть романсов на слова А. Пушкина : Для голоса с ф.-п. — Киев : Муз. Украина, 1973. — 31 с.
- Избранные романсы : Для голоса и ф.-п. — М. : Сов. композитор, 1982. — 64 с. : портр.
- Кантата «Батьківщина» для 2-х солістів, хору та симф. оркестру (сл. Л. Брона та Б. Дзбановського, 1946),
- «Балада про Донбас» (сл. М. Карпова, 1956)
- «Балада про Чорне море» (сл. Л. Татаренка, 1966), 2-х концертів для голосу з оркестром (1960, 1977)
- Ода для ансамблю віолончелей і фортепіано (1965, 1994)
- Цикли на вірші В. Сосюри, П. Шеллі, Лесі Українки, М. Упеника, М. Лермонтова, О. Пушкіна, Д. Павличка, О. Блока та ін.
- Вибранi романси для голосу та фортепіано : З біогр. довідкою. — Киев : Сов. композитор. Укр. респ. відділення, 1962. — 71 с. : портр.
- На вахтi миру : Вибранi піснi про шахтарів: Для співу (соло, дует, хор) в супроводi ф.-п.: З біогр. довідкою. — Киев : Сов. композитор, 1960. — 48 с. : портр.